# Блакитний місяць (фільм, 2025)
Блакитний місяць — американський біографічний музичний фільм 2025 року режисера Річарда Лінклейтера. Сценарій написав Роберт Каплоу. Історія розгортається навколо автора пісень Лоренца Гарта. У головних ролях: Ітан Гоук у ролі Гарта, Маргарет Квеллі, Боббі Каннавале, а також Ендрю Скотт у ролі Річарда Роджерса.
Світова прем'єра фільму відбулася на головному конкурсі 75-го Берлінського міжнародного кінофестивалю 18 лютого 2025 року, де він отримав «Срібного ведмедя» за найкращу акторську гру другого плану (Ендрю Скотт).

## Сюжет
Події значною мірою охоплюють 31 березня 1943 року, день прем'єри мюзиклу «Оклахома!» творчого дуету Роджерс і Гаммерстайн, де колишній творчий партнер Роджерса, Лоренц Гарт, бореться з алкоголізмом та депресією. Більша частина фільму відбувається в барі легендарного закладу театрального району Нью-Йорка «Sardi's» . Потайки пішовши з прем'єри «Оклахоми!», частково відкритий гей Гарт з'являється у Сарді ще до афтепаті, щоб напитися та полити брудом новий хітовий мюзикл свого колишнього творчого партнера. Привабливого бармена грає Боббі Каннавале, який уважно вислуховує Гарта, намагаючись при цьому не наливати йому алкоголь.

## У ролях
- Ітан Гоук — Лоренц Гарт
- Марґарет Кволлі — Елізабет Вейланд
- Боббі Каннавале — Едді
- Ендрю Скотт — Річард Роджерс
- Джона Ліс — Морті Ріфкін
- Саймон Делейні — Оскар Гаммерстайн II
- Кілліан Салліван — Стівена Сондхайма
- Патрік Кеннеді — Е. Б. Вайта
- Джон Доран — Віджі

## Виробництво
У червні 2024 року було оголошено про вихід байопіка про автора пісень Лоренца Гарта, за сценарієм Роберта Каплоу; режисером та продюсером виступив Річард Лінклейтер разом із Джоном Слоссом. Згодом того ж місяця до акторського складу приєдналися Ітан Гоук, Маргарет Кволлі, Боббі Каннавале та Ендрю Скотт, а Sony Pictures Classics, як повідомлялося, придбала права на міжнародну дистрибуцію та долучилася до проєкту як співфінансист. Основні зйомки розпочалися на початку липня 2024 року в Дубліні та тривали до серпня того ж року. У вересні робота над фільмом була завершена.

### Музика
Музику до фільму написав Грем Рейнольдс.

## Прокат

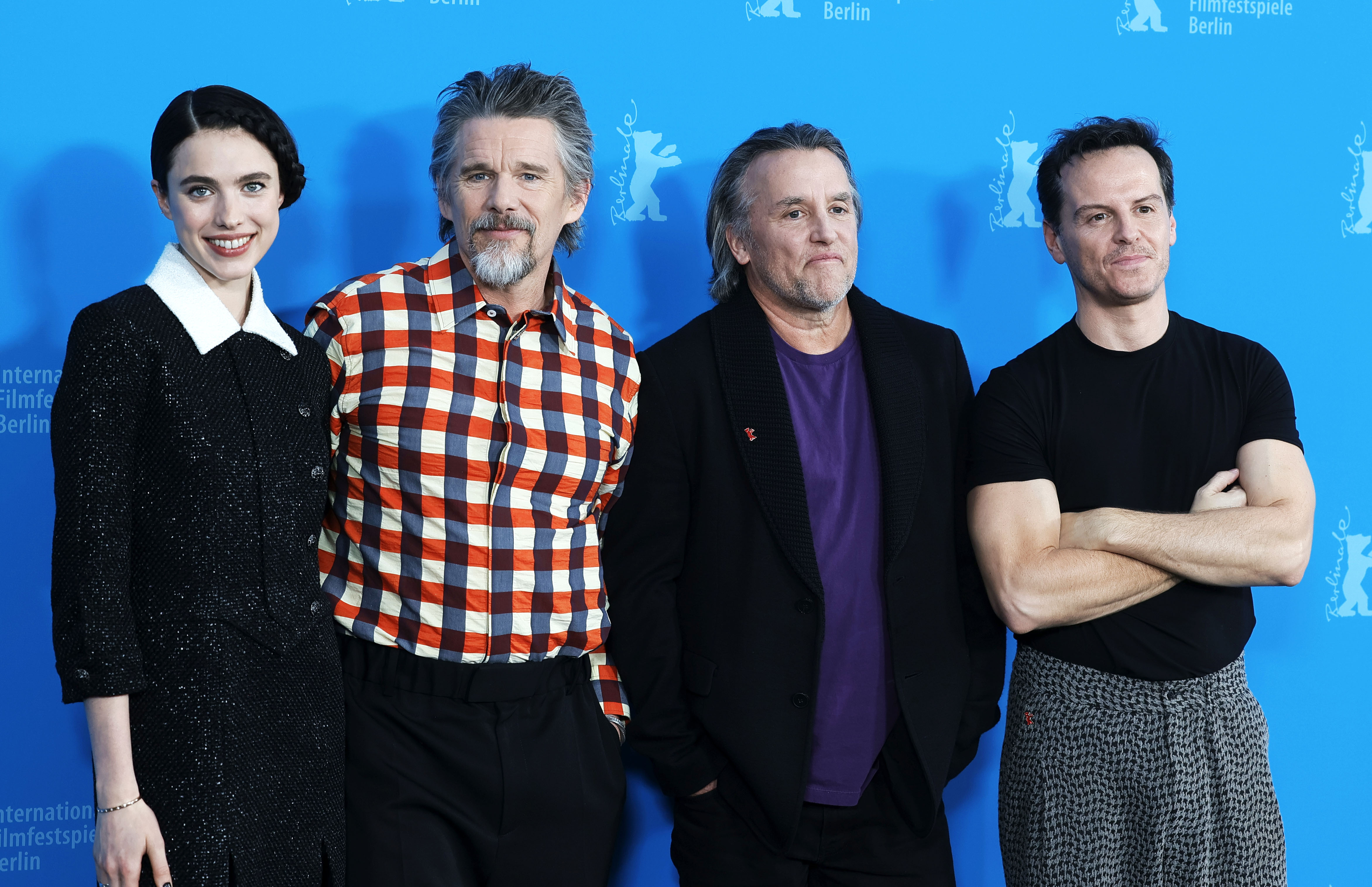
(зліва направо) Кволлі, Гоук, Лінклейтер та Скотт на Берлінале

Прем'єра фільму відбулася на Берлінському міжнародному кінофестивалі 18 лютого 2025 року. Обмежений прокат фільму заплановано на 17 жовтня 2025 року, а широкий — на 24 жовтня.

## Сприйняття

### Відгуки критиків
На Rotten Tomatoes фільм має рейтинг 96% на основі 26 рецензій, із середнім рейтингом 7,6/10, що свідчить про позитивну («Свіжу», англ. «Fresh») реакцію критиків. На Metacritic фільм має середньозважену оцінку 76/100 на основі відгуків 12 критиків, що свідчить про «загалом схвальні» рецензії.

### Нагороди та номінації
| Кінофестиваль                         | Дата церемонії      | Нагорода                                                | Номінант         | Результат | Ref.   |
| ------------------------------------- | ------------------- | ------------------------------------------------------- | ---------------- | --------- | ------ |
| Берлінський міжнародний кінофестиваль | 23 лютого 2025 року | Золотий ведмідь                                         | Блакитний місяць | Номінація | [ 17 ] |
| Берлінський міжнародний кінофестиваль | 23 лютого 2025 року | Срібний ведмідь за найкращу акторську гру другого плану | Ендрю Скотт      | Перемога  |        |

## Зовнішні посилання
- Блакитний місяць на сайті IMDb (англ.)
- Блакитний місяць на TMDb (англ.)
- Блакитний місяць на Letterboxd
- Стаття про Річарда Лінклейтера у Вікіпедії

Шаблон:Richard Linklater